# El Mirador, Papantla
El Mirador är en ort i Mexiko.   Den ligger i kommunen Papantla och delstaten Veracruz, i den sydöstra delen av landet, 210 km öster om huvudstaden Mexico City. El Mirador ligger 67 meter över havet och antalet invånare är 127.
Terrängen runt El Mirador är platt västerut, men österut är den kuperad. Runt El Mirador är det ganska tätbefolkat, med 104 invånare per kvadratkilometer. Närmaste större samhälle är Agua Dulce, 15,4 km norr om El Mirador. Omgivningarna runt El Mirador är en mosaik av jordbruksmark och naturlig växtlighet.